# Bahnhof Königs Wusterhausen
Der Bahnhof Königs Wusterhausen ist ein Bahnhof in Brandenburg, der vornehmlich die Pendlerströme der Stadt Königs Wusterhausen von und nach Berlin aufnimmt. Der Bahnhof liegt am Rande der Innenstadt und relativ weit von den großen Wohngebieten entfernt. Er gehört zum Berliner Tarifbereich C und ist Endstation der Linie S46 der S-Bahn Berlin.

## Anlagen

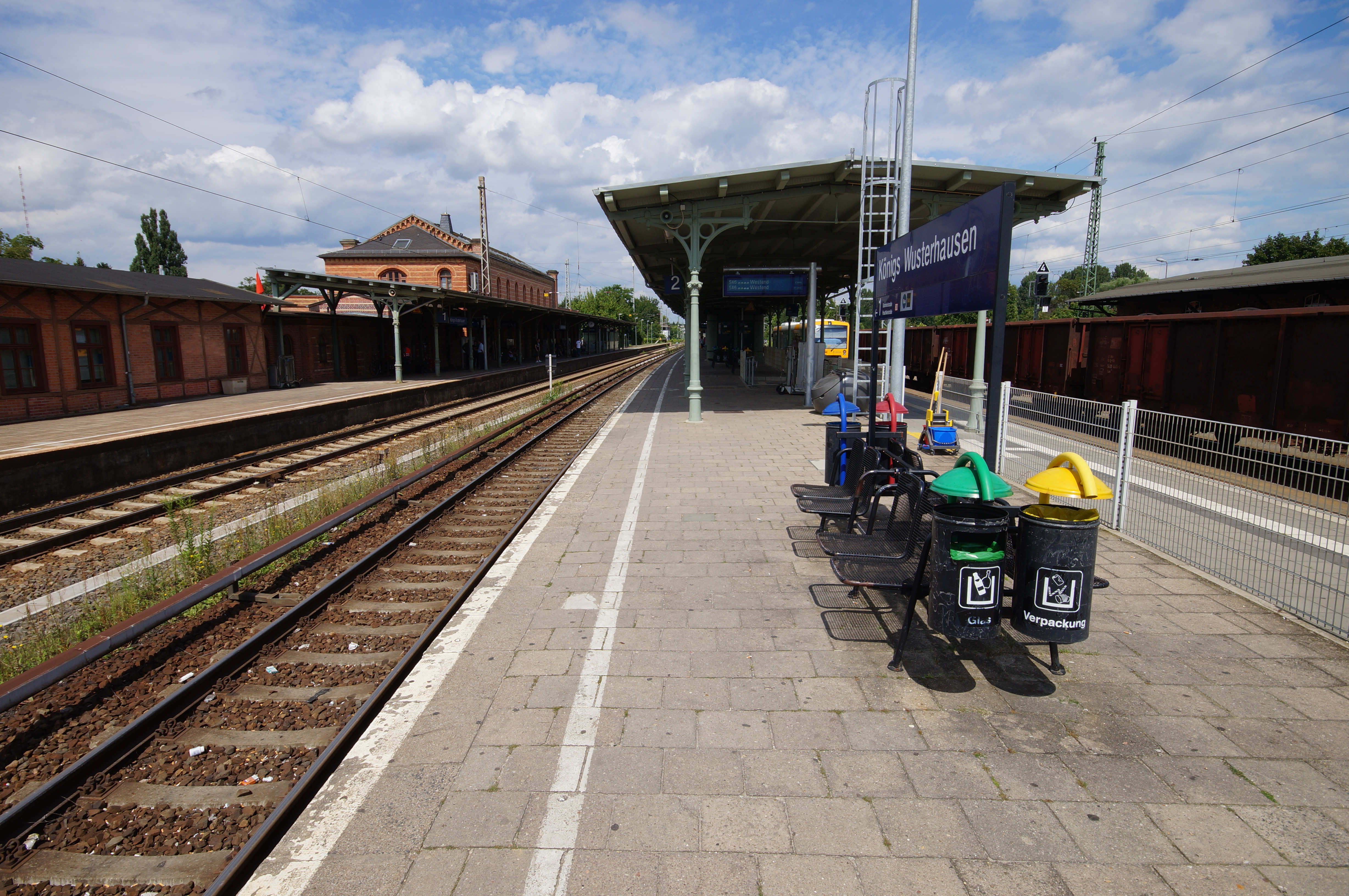
Der Bahnhof verfügt über einen Seitenbahnsteig (Hausbahnsteig direkt am Bahnhofsgebäude) und einen Mittelbahnsteig, an letzterem halten auch die Züge der Berliner S-Bahn

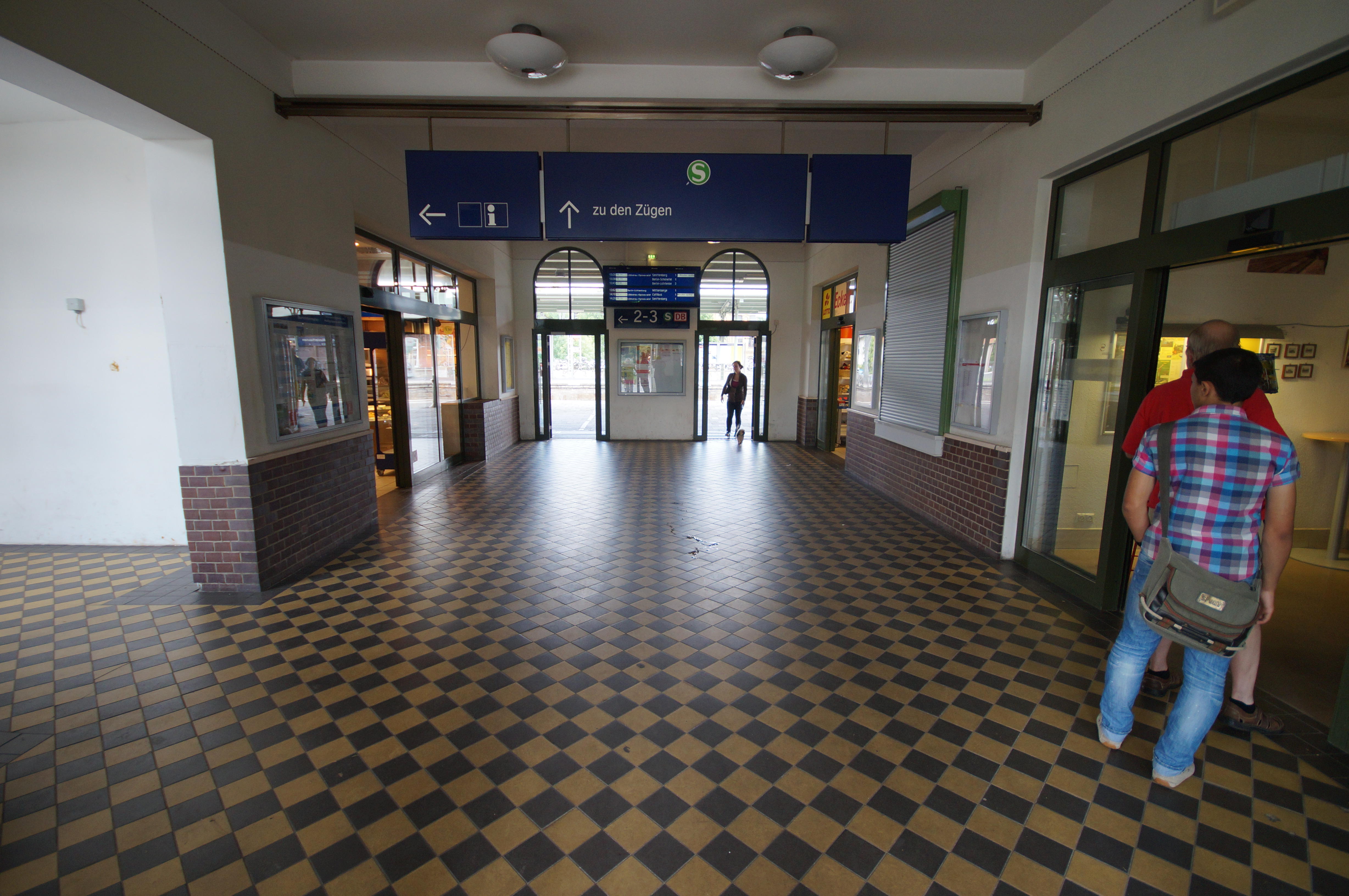
Durchgang durch das Bahnhofsgebäude

Der Bahnhof Königs Wusterhausen verfügt aktuell über drei Bahnsteigkanten mit den folgenden Maßen:
| Gleisnummer | Bahnsteighöhe ü. SO | Bahnsteiglänge |
| ----------- | ------------------- | -------------- |
| 1           | 076 cm              | 233 m          |
| 2           | 103 cm              | 185 m          |
| 3           | 76 cm               | 140 m          |

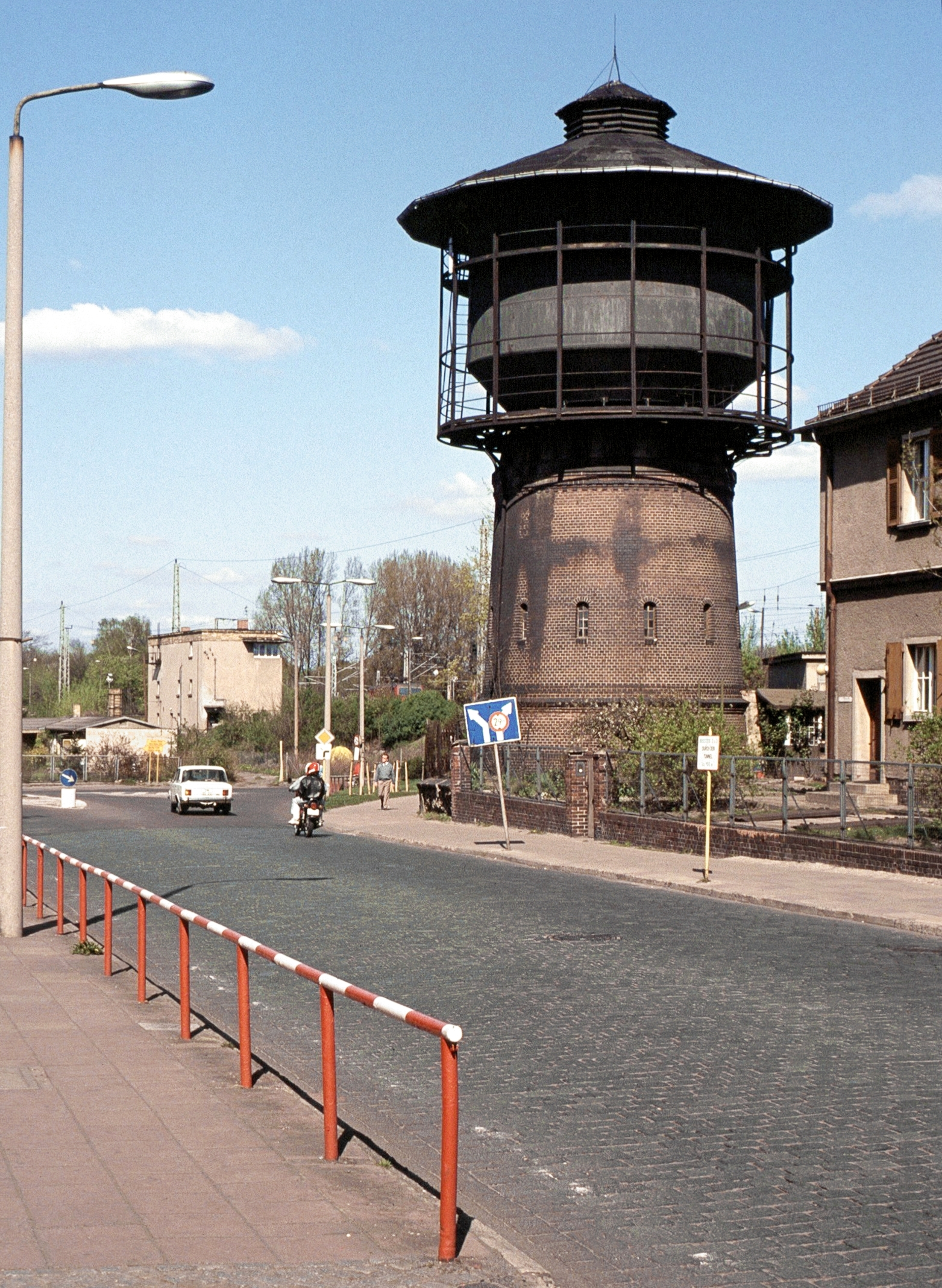
Wasserturm und Stellwerk, 1990

Der Mittelbahnsteig mit den Gleisen 2 und 3 wurde ursprünglich auf die Höhe der S-Bahn Berlin ausgelegt, was auch seine Bahnsteighöhe von 103 cm erklärt. Um den Fahrgastwechsel für mobilitätseingeschränkte Personen einfacher zu gestalten, wurde die Seite des Bahnsteigs am Gleis 3 auf einer Länge von rund 100 m auf eine Höhe von 76 cm abgesenkt.
Der Bahnhof stellt ein Nadelöhr auf der Strecke dar. Unmittelbar nördlich des Bahnhofs wird der Nottekanal auf einer lediglich zweigleisigen Eisenbahnbrücke überquert, welche jedoch sowohl von der S-Bahn als auch vom Fern- und Regionalverkehr genutzt wird und somit jeweils nur ein Gleis zur Verfügung steht. In und aus Richtung Norden ist zudem nur Gleis 1 (Hausbahnsteig) ohne Kreuzung des S-Bahn-Gleises erreichbar. Die meisten durchgehenden Zugfahrten entlang der Görlitzer Bahn im Regional-, Fern- und Durchgangsgüterverkehr werden in beiden Richtungen über Gleis 1 abgewickelt. Gleis 3 wird (abgesehen von den Zügen der RB 36 von und nach Beeskow) nur von wenigen durchgehenden Zügen auf der Görlitzer Bahn genutzt. Zur Beseitigung dieses Engpasses und Einrichtung der durchgehenden Zweigleisigkeit wäre eine umfassende Umgestaltung und betriebliche Neuorganisation des Bahnhofsbereichs erforderlich, hierfür gibt es derzeit jedoch keine konkreten Planungen.
Das Bahnhofsgebäude wurde mittlerweile unter Denkmalschutz gestellt, was Auswirkungen auf planerische Aspekte eines möglichen Umbaus des Bahnhofs hat.
Direkt am Bahnhof sind 100 Fahrradstellplätze vorhanden. Die täglich bis zu 500 abgestellten Fahrräder werden zwischen 6 und 18 Uhr in zwei Schichten von sechs Ein-Euro-Jobbern bewacht.

## Geschichte

### 19. Jahrhundert
Der Bahnhof Königs Wusterhausen wurde zusammen mit der Bahnstrecke Berlin–Görlitz in den Jahren 1865 und 1866 erbaut. Die Eröffnung des ersten Abschnitts von Berlin bis Cottbus fand am 13. September 1866 statt. Am 31. Dezember 1867 wurde die Strecke bis Görlitz verlängert. Anfänglich wurde auf Grund des gerade ausgebrochenen Deutschen Krieges nur ein Fachwerkhaus als Empfangsgebäude errichtet. Erst 1893 entstand das Hauptgebäude in seiner heutigen Form. Am 1. Oktober 1891 wurde der Berliner Vororttarif bis Königs Wusterhausen eingeführt. Die wirtschaftliche Prosperität der Region, welche vor allem den Materialbedarf Berlins mit Baustoffen bediente, ließ im Jahr 1894 die Königs Wusterhausen-Mittenwalde-Töpchiner Kleinbahn und am 20. September 1898 die Strecke in Richtung Beeskow und Frankfurt (Oder) hinzukommen. Dies ging einher mit umfangreichen Erweiterungen der Bahnanlagen im Bahnhof. Unter anderem wurde für die Strecke nach Mittenwalde ein eigener Bahnsteig errichtet, welcher direkt südlich an den heutigen Hausbahnsteig angrenzt.

### 20. Jahrhundert

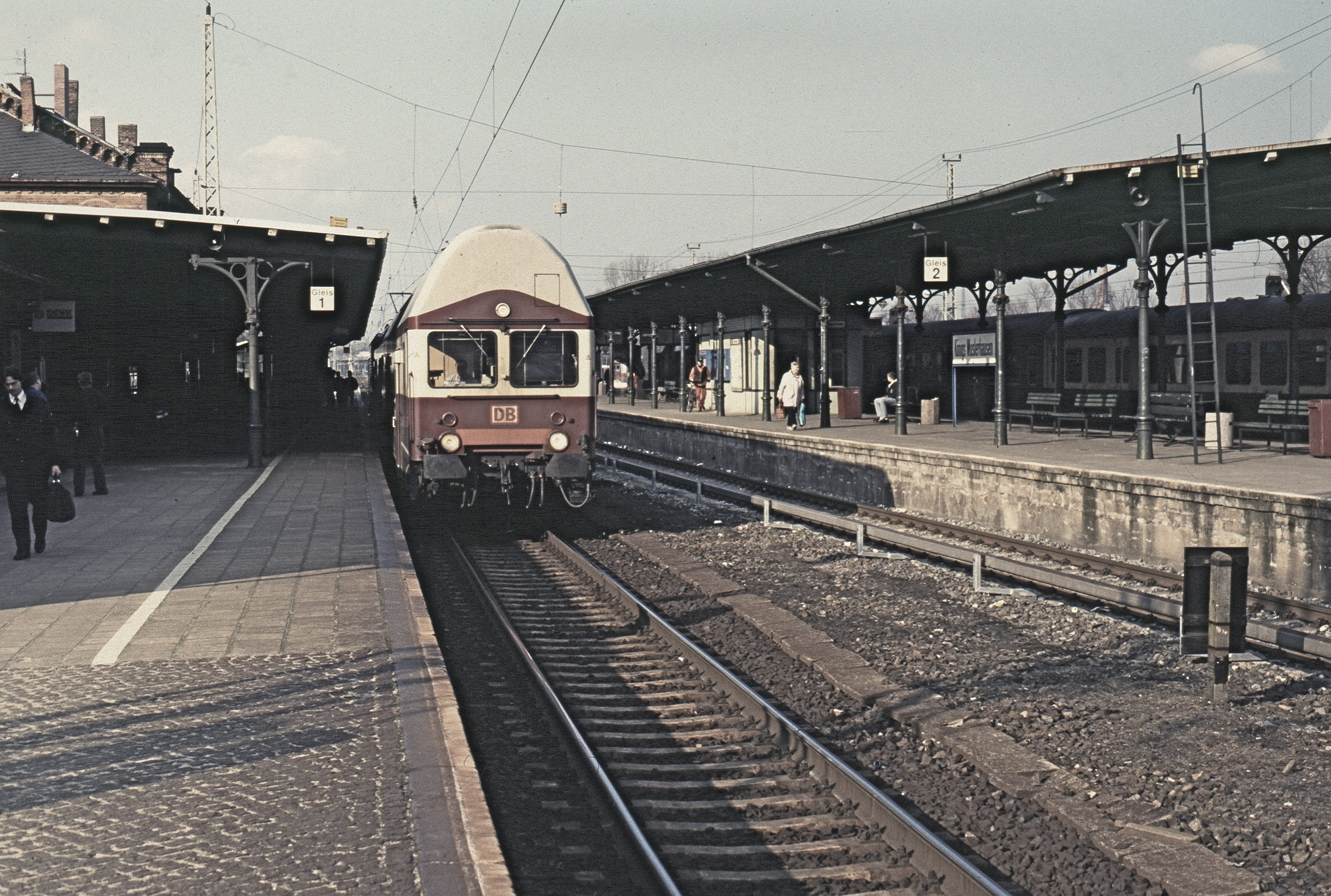
Wendezug am Hausbahnsteig, 1995

Im April 1945 wurde der Verkehr auf der Görlitzer Bahn im Berliner Raum eingestellt. Nach dem Zweiten Weltkrieg wurde 1947 der dampfbetriebene Vorortverkehr vom Görlitzer Bahnhof in Berlin in Richtung Königs Wusterhausen wieder aufgenommen. Am 30. April 1951 wurde der elektrische S-Bahn-Verkehr von Grünau bis Königs Wusterhausen verlängert und in Betrieb genommen, während parallel der dampfbetriebene Vorortverkehr eingestellt wurde. Aus diesem Anlass erhielt der Bahnhof in diesem Jahr zusammen mit dem benachbarten Bahnhof Wildau sowie dem Bahnhof Hennigsdorf eines der drei ersten Gleisbildstellwerke der Deutschen Reichsbahn. Der Schienenpersonennahverkehr in Richtung Mittenwalde auf der Strecke nach Töpchin wurde am 29. September 1974 auf Omnibusbetrieb umgestellt. Am 16. Oktober 1987 wurde die Fernbahnstrecke zwischen Grünau und Königs Wusterhausen elektrifiziert.

### 21. Jahrhundert
Im Jahr 2010 wurde die Gleisinfrastruktur um Königs Wusterhausen erneuert. So wurde die Strecke bis Lübbenau im Rahmen einer zwölfmonatigen Vollsperrung auf 160 km/h ertüchtigt. Parallel wurde ab Juni 2010 die Strecke Richtung Frankfurt/Oder für zwei Monate gesperrt und auf durchgehend 80 km/h ertüchtigt. Somit war der Bahnhof Königs Wusterhausen bauzeitlich ein Kopfbahnhof. Zukünftig ist auch eine Modernisierung des anschließenden Streckenabschnitts bis Berlin-Grünau geplant. Hier wurde bereits im Jahr 2009 eine neue Signal- und Sicherungstechnik installiert. Ebenfalls sind seit Anfang 2010, finanziert durch das Konjunkturpaket II der Bundesregierung, die alten Leuchtstoffröhrenanzeigen durch moderne LCD-Anzeigen ersetzt worden. Parallel dazu wurde im Bahnhof ein Blindenleitsystem installiert.

### Geschichte des Fernverkehrs
Einen Überblick der Fernverkehrsverbindungen enthält folgende Tabelle:
| Jahr    | Zugart             | Lauf                                                                                             | Takt                         | Quelle                                                 |
| ------- | ------------------ | ------------------------------------------------------------------------------------------------ | ---------------------------- | ------------------------------------------------------ |
| 1867    | Personenzug        | Berlin Görlitzer Bahnhof – Königs Wusterhausen – Cottbus – Görlitz                               | 3 Zugpaare, 1 bis Cottbus    | (zeuthenonline.de)                                     |
| 1880    | beschleunigter Zug | Berlin Görlitzer Bahnhof – Königs Wusterhausen – Cottbus – Görlitz – Zittau                      | 4 Zugpaare, 1 Beschleunigter | (zeuthenonline.de)                                     |
| 1884    | beschleunigter Zug | Berlin Görlitzer Bahnhof – Königs Wusterhausen – Cottbus – Görlitz                               | 4 Zugpaare, 2 Beschleunigte  | (zeuthenonline.de)                                     |
| 1900    | beschleunigter Zug | Berlin Görlitzer Bahnhof – Königs Wusterhausen – Cottbus – Görlitz                               | 6 Zugpaare, 1 Beschleunigter | (zeuthenonline.de)                                     |
| 1936    | Eilzug             | Berlin Görlitzer Bahnhof – Königs Wusterhausen – Cottbus – Görlitz – Hirschberg – Glatz Hbf      | 1 Zugpaar                    | (zeuthenonline.de)                                     |
| 1936    | Eilzug             | Berlin Görlitzer Bahnhof – Königs Wusterhausen – Cottbus – Görlitz – Hirschberg                  | 1 Zugpaar                    | (zeuthenonline.de)                                     |
| 1936    | Personenzug        | Berlin Görlitzer Bahnhof – Königs Wusterhausen – Cottbus – Görlitz                               | 2 Zugpaare                   | (zeuthenonline.de)                                     |
| 1939    | Eilzug             | Berlin Görlitzer Bahnhof – Königs Wusterhausen – Cottbus – Görlitz – Hirschberg – Glatz Hbf      | 1 Zugpaar                    | (deutsches-kursbuch.de)                                |
| 1939    | Eilzug             | Berlin Görlitzer Bahnhof – Königs Wusterhausen – Cottbus – Görlitz – Hirschberg                  | 1 Zugpaar                    | (deutsches-kursbuch.de)                                |
| 1939    | Personenzug        | Berlin Görlitzer Bahnhof – Königs Wusterhausen – Cottbus – Görlitz                               | 2 Zugpaare                   | deutsches-kursbuch.de i. V. m. (deutsches-kursbuch.de) |
| 1941    | Eilzug             | Berlin Görlitzer Bahnhof – Königs Wusterhausen – Cottbus – Görlitz – Hirschberg – Glatz Hbf      | 1 Zugpaar                    | (zeuthenonline.de)                                     |
| 1941    | Eilzug             | Berlin Görlitzer Bahnhof – Königs Wusterhausen – Cottbus – Görlitz – Hirschberg                  | 1 Zugpaar                    | (zeuthenonline.de)                                     |
| 1941    | Personenzug        | Berlin Görlitzer Bahnhof – Königs Wusterhausen – Cottbus – Görlitz                               | 2 Zugpaare                   | (zeuthenonline.de)                                     |
| 1943    | Eilzug             | Berlin Görlitzer Bahnhof – Königs Wusterhausen – Cottbus – Görlitz – Hirschberg – Glatz Hbf      | 1 Zugpaar                    | (zeuthenonline.de)                                     |
| 1943    | Eilzug             | Berlin Görlitzer Bahnhof – Königs Wusterhausen – Cottbus – Görlitz – Hirschberg                  | 1 Zugpaar                    | (zeuthenonline.de)                                     |
| 1943    | Personenzug        | Berlin Görlitzer Bahnhof – Königs Wusterhausen – Cottbus – Görlitz                               | 1 Zugpaar                    | (zeuthenonline.de)                                     |
| 1944/45 | Eilzug             | Berlin Görlitzer Bahnhof – Königs Wusterhausen – Cottbus – Görlitz – Hirschberg                  | 2 Zugpaare                   | pkjs.de i. V. m. (pkjs.de)                             |
| 1944/45 | Eilzug             | Berlin Görlitzer Bahnhof – Königs Wusterhausen – Cottbus – Görlitz                               | 1 Zugpaar                    | (pkjs.de)                                              |
| 1948/49 | Eilzug             | Berlin Zoologischer Garten – Königs Wusterhausen – Cottbus – Görlitz                             | 1 Zugpaar                    | (eisenbahnwelt.com)                                    |
| 1980/81 | Eilzug             | Berlin Schöneweide – Königs Wusterhausen – Cottbus – Görlitz – Zittau                            | 4 Zugpaare, 3 bis Zittau     | (eisenbahnwelt.com)                                    |
| 1980/81 | Eilzug             | Königs Wusterhausen – Cottbus – Hoyerswerda – Bautzen                                            | 1 Zugpaar                    | (eisenbahnwelt.com)                                    |
| 1980/81 | Schnellzug         | Berlin Schöneweide – Königs Wusterhausen – Senftenberg – Hoyerswerda – Bautzen                   | 2 Zugpaare                   | (eisenbahnwelt.com)                                    |
| 1980/81 | Schnellzug         | Köln Hbf – Magdeburg Hbf – Berlin-Schönefeld Flughafen – Königs Wusterhausen – Cottbus – Görlitz | 1 Zugpaar                    | (eisenbahnwelt.com)                                    |
| 1981/82 | Eilzug             | Berlin Schöneweide – Königs Wusterhausen – Cottbus – Weißwasser – Görlitz – Zittau               | 4 Zugpaare, 3 bis Zittau     | (zeuthenonline.de)                                     |
| 1981/82 | Eilzug             | Königs Wusterhausen – Cottbus                                                                    | 1 Zugpaar                    | (zeuthenonline.de)                                     |
| 1981/82 | Schnellzug         | Berlin Schöneweide – Königs Wusterhausen – Hoyerswerda – Bautzen                                 | 2 Zugpaare                   | (zeuthenonline.de)                                     |
| 1981/82 | Schnellzug         | Köln Hbf – Magdeburg Hbf – Berlin Flughafen Schönefeld – Königs Wusterhausen – Cottbus – Görlitz | 1 Zugpaar                    | (zeuthenonline.de)                                     |

Bis zur Einstellung der Interregioverkehre zum Sommerfahrplan 2001 hatte Königs Wusterhausen stets Fernverkehrsverbindungen nach Cottbus und Görlitz in Richtung Süden und zu wechselnden Zielen in Richtung Berlin. Anschließend war Königs Wusterhausen bis 2012 kein Fernverkehrshalt. Der Intercity von Norddeich Mole nach Cottbus und der EC 99 von Hamburg nach Kraków fuhren ohne Halt durch Königs Wusterhausen. Seit Dezember 2012 hält ein IC-Zugpaar in Königs Wusterhausen.

## Personenverkehr

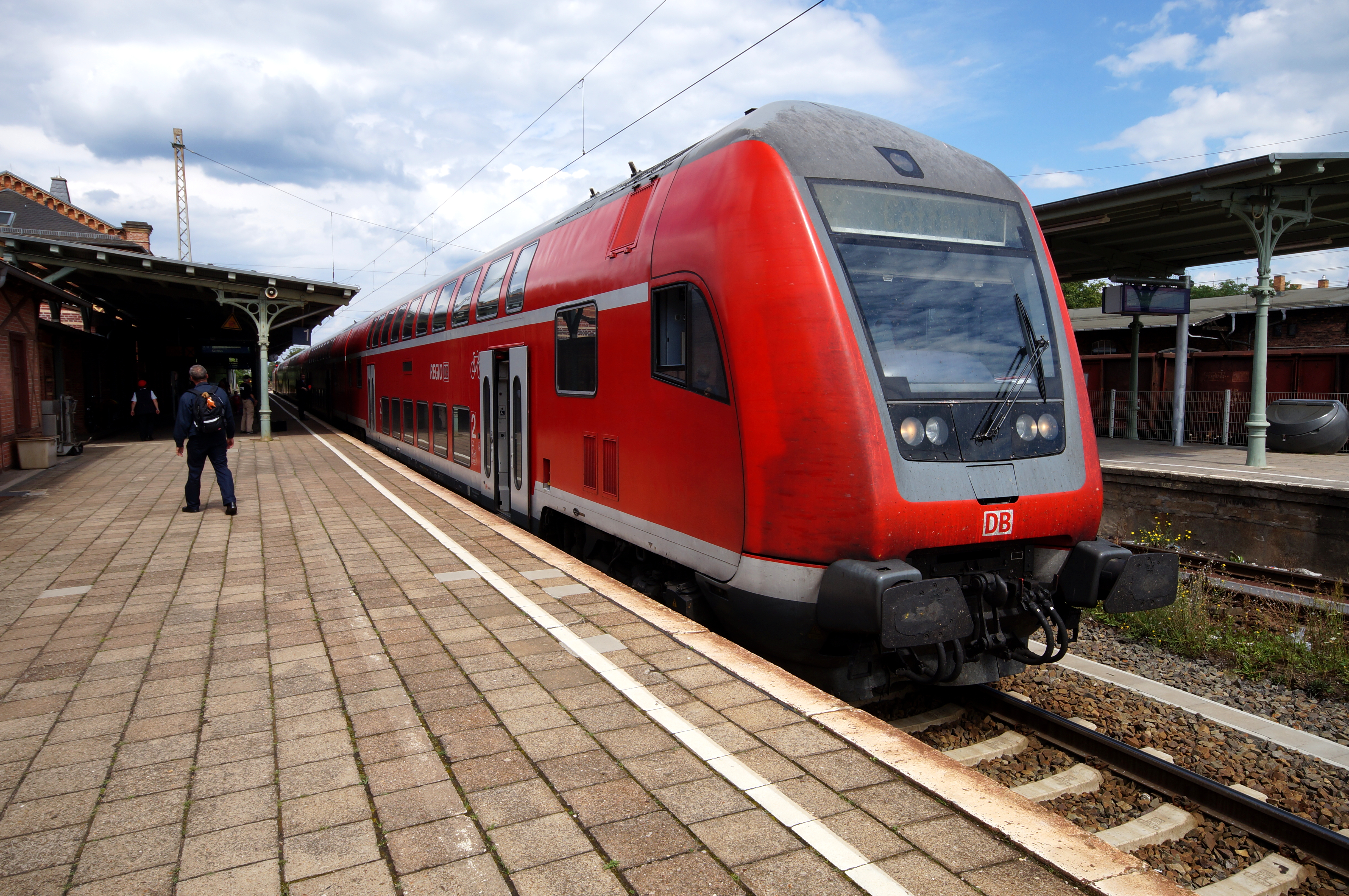
Doppelstockwagen im Regionalverkehr im Bahnhof Königs Wusterhausen auf dem Weg nach Cottbus

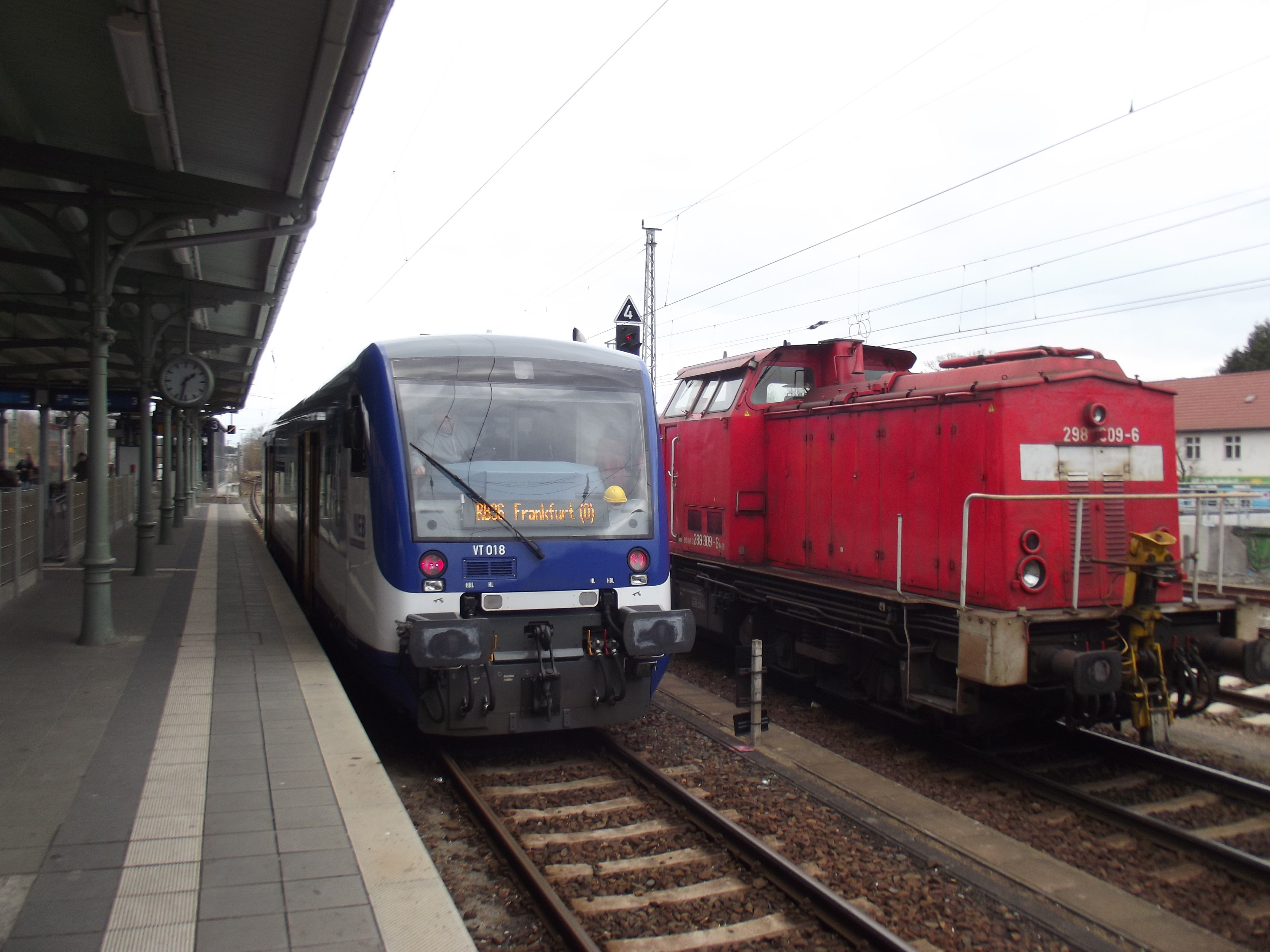
Regionalbahn 36 auf dem Weg nach Frankfurt (Oder)

### Fernverkehr
Ein Intercity-Zugpaar der Linie 56 von Norddeich Mole nach Cottbus hält in Königs Wusterhausen.
| Linie                    | Verlauf | Takt (min)        | EVU            |
| ------------------------ | --- | ----------------- | -------------- |
| IC 56                    | (Norddeich Mole –) Emden – Bremen – Hannover – Magdeburg – Berlin Hauptbahnhof – Königs Wusterhausen – Cottbus | 1 Zugpaar täglich | DB Fernverkehr |
| Stand: 10. Dezember 2023 | |                   |                |

### Regionalverkehr
Seit dem 14. Dezember 2014 fährt neben der DB Regio auch die Niederbarnimer Eisenbahn.
| Linie                 | Verlauf | Takt (min) | EVU              |
| --------------------- | --- | ---------- | ---------------- |
| RE 2                  | Nauen – Berlin – Königs Wusterhausen – Lübben (Spreew) – Cottbus Hbf | 60         | DB Regio Nordost |
| RE 7                  | Dessau Hbf – Bad Belzig – Michendorf – Berlin – Königs Wusterhausen – Lübbenau (Spreew) – Senftenberg | 60         | DB Regio Nordost |
| RB 22                 | Königs Wusterhausen – Flughafen BER – Saarmund – Potsdam Pirschheide – Golm – Potsdam Hbf (– Potsdam Griebnitzsee) | 60         | DB Regio Nordost |
| RB 36                 | Königs Wusterhausen – Storkow (Mark) – Beeskow – Müllrose – Frankfurt (Oder) | 60         | NEB              |
|                       | Westend – Messe Nord/ZOB – Westkreuz – Halensee – Hohenzollerndamm – Heidelberger Platz – Bundesplatz – Innsbrucker Platz – Schöneberg – Südkreuz – Tempelhof – Hermannstraße – Neukölln – Köllnische Heide – Baumschulenweg – Schöneweide – Johannisthal – Adlershof – Grünau – Eichwalde – Zeuthen – Wildau – Königs Wusterhausen | 20         | S-Bahn Berlin    |
| Stand: 27. April 2024 | |            |                  |

### Busverbindungen

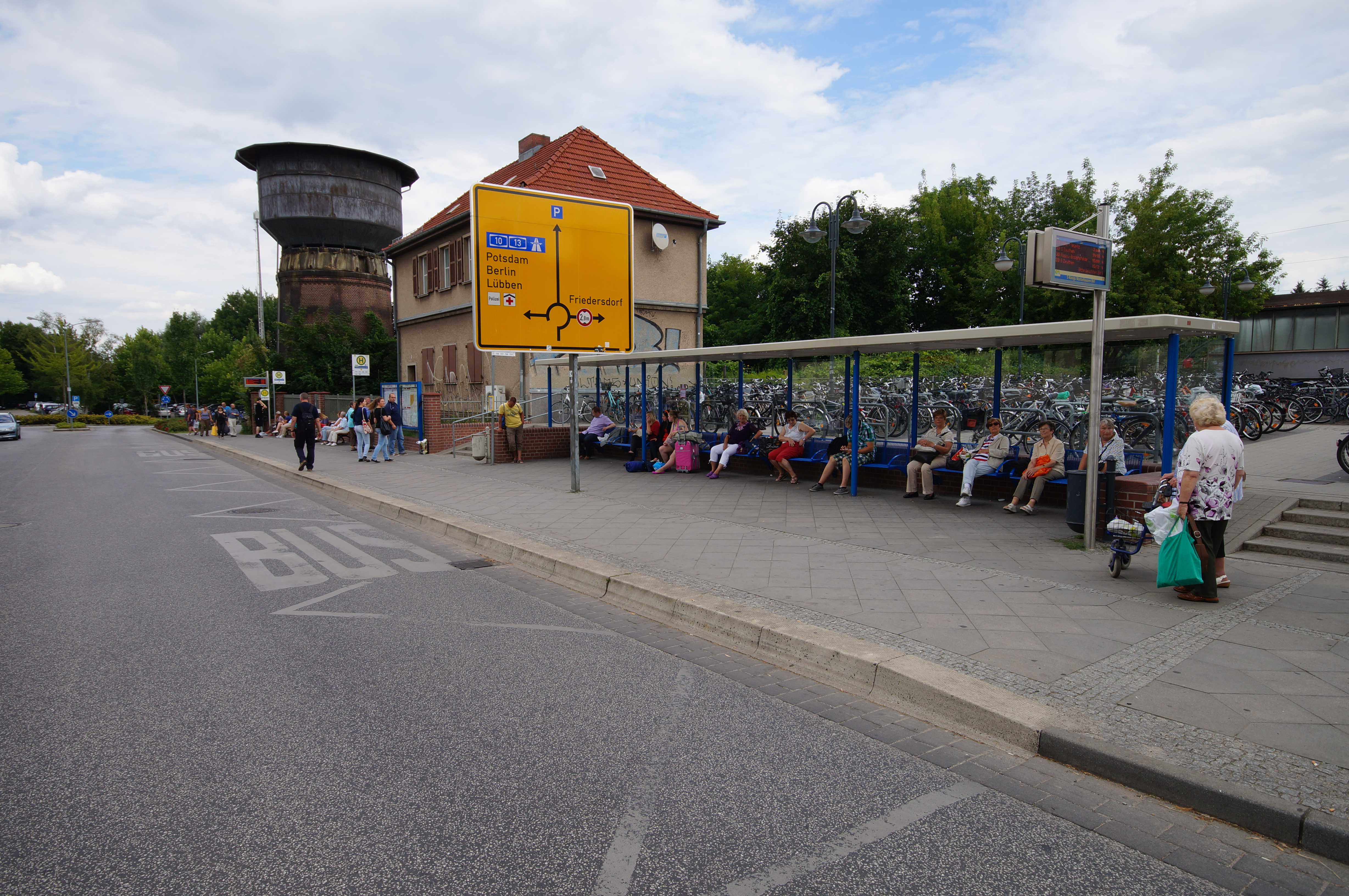
Bushaltestelle auf der Westseite

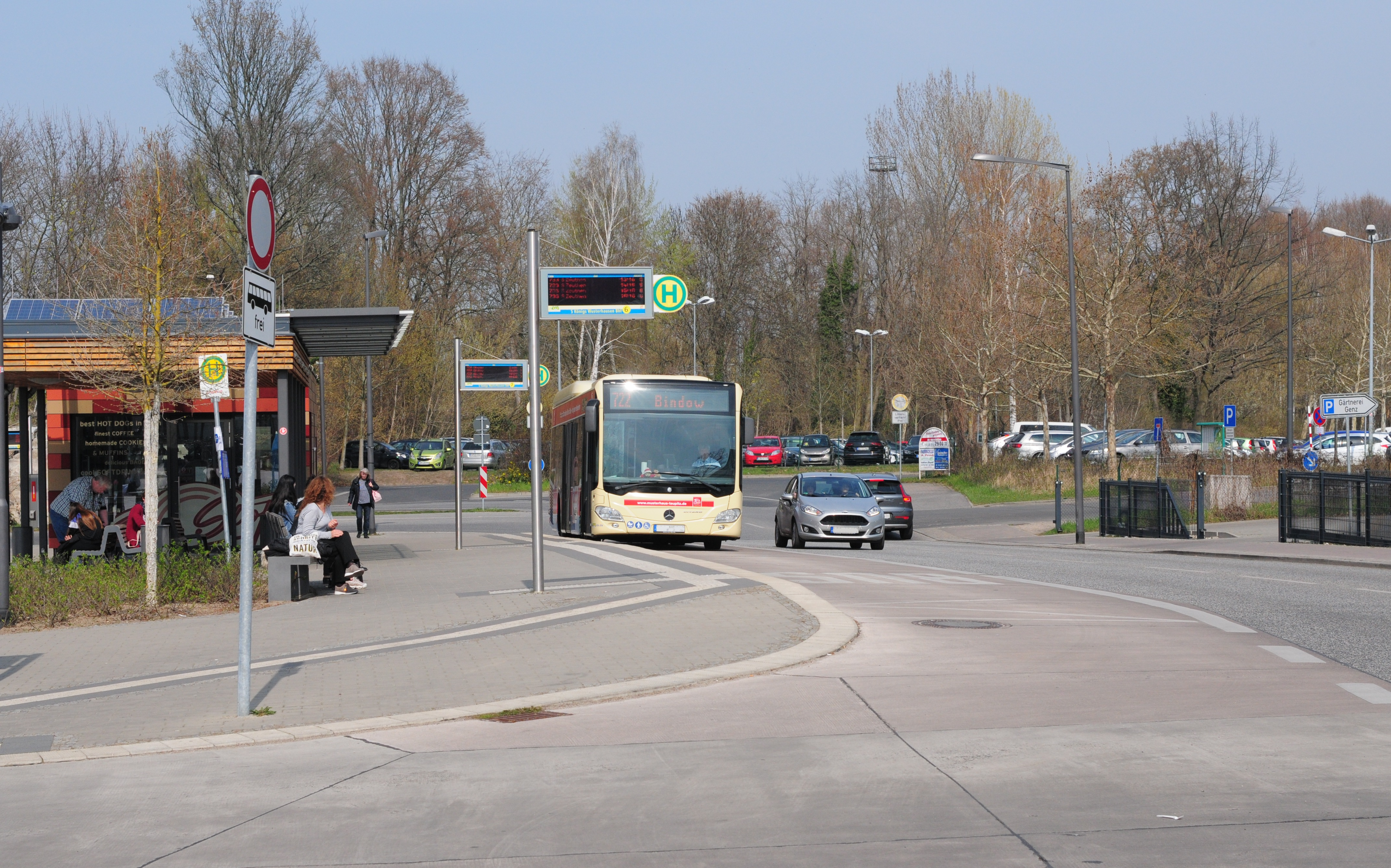
Bushaltestelle auf der Ostseite

Der Bahnhof der Stadt wird von Buslinien der Regionale Verkehrsgesellschaft Dahme-Spreewald, Herz-Reisen und Busverkehr Oder-Spree bedient, welche aber in teilweise sehr unterschiedlichen Taktzeiten verkehren. Die zwei Abfahrtsbereiche westlich und östlich der Bahn sind durch eine Fußgängerunterführung unter den Gleisen des Bahnhofs verbunden. Neben zahlreichen brandenburgischen Linien hält hier unter anderem auch der PlusBus des Verkehrsverbund Berlin-Brandenburg. Folgende Verbindungen starten ab Königs Wusterhausen:
- Linie 428: Königs Wusterhausen ↔ Niederlehme ↔ Ziegenhals ↔ Wernsdorf ↔ Neu Zittau ↔ Erkner
- Linie 735: Königs Wusterhausen ↔ Wildau A10 Center ↔ Miersdorf ↔ Schulzendorf ↔ Flughafen Berlin Brandenburg
- Linie 736: Königs Wusterhausen ↔ Wildau S-Bahnhof ↔ Miersdorf ↔ Schulzendorf ↔ Flughafen Berlin Brandenburg

## Güterverkehr

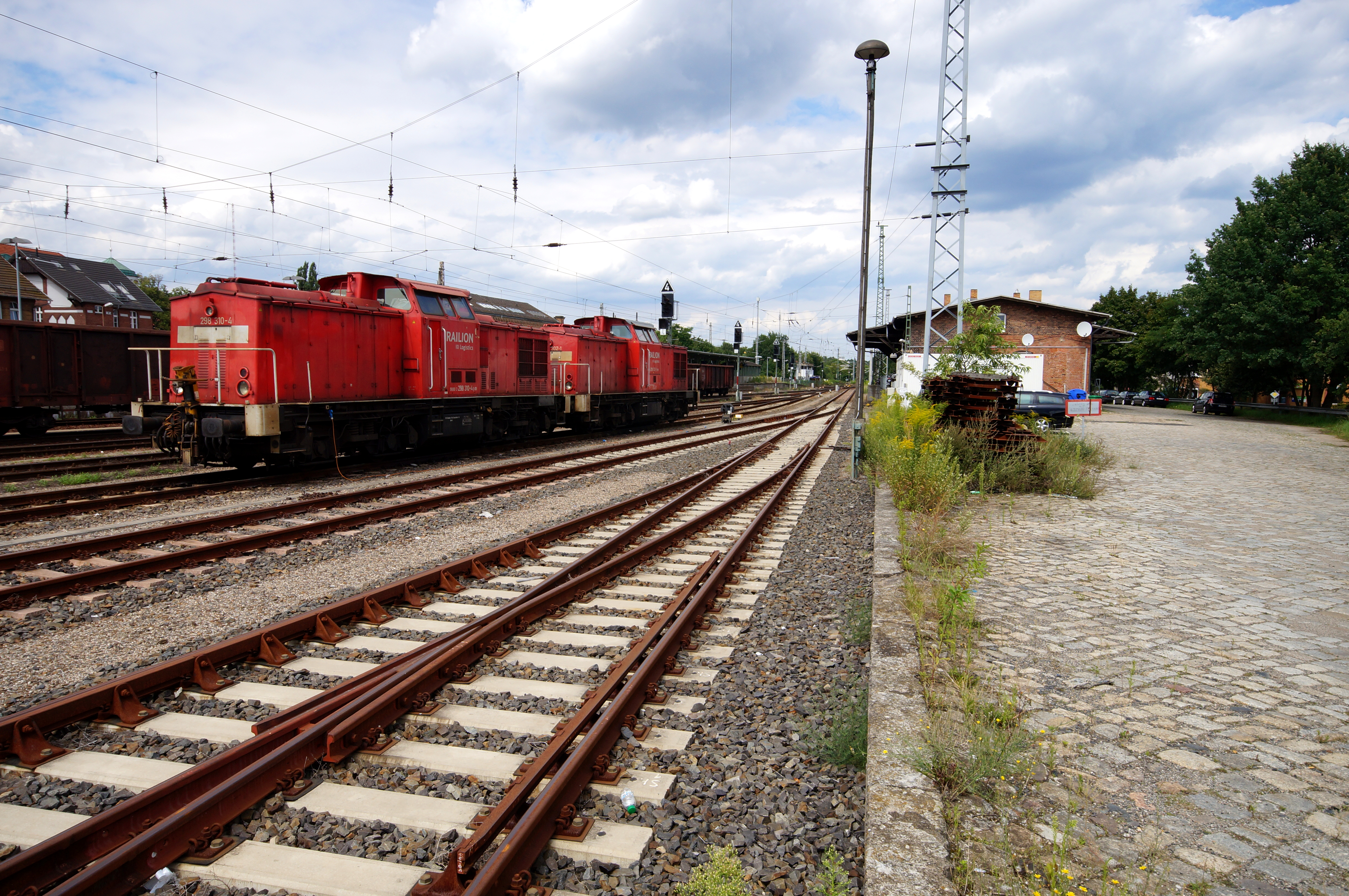
Güterbahnhof: links die Gleisanlagen mit zwei Diesellokomotiven der DB-Baureihe 298, rechts der ehemalige Güterschuppen und die Ladestraße

Der Güterbahnhof hatte schon zu Anfang eine Bedeutung für den Transport von Braunkohle aus der Lausitz, Böhmen und dem Riesengebirge. Parallel wurden die Güterwagen von den beiden abzweigenden Nebenbahnen Richtung Beeskow und Zossen hier zusammengestellt. Vor allem der Abtransport von Produkten aus den heutigen Ortsteilen Zernsdorf, Kablow und Niederlehme nach Berlin wurde über den Bahnhof sichergestellt. Nach dem Zweiten Weltkrieg wurden die Versorgungsgüter für Berlin auf Grund der zerstörten Eisenbahninfrastruktur bereits in Königs Wusterhausen umgeladen oder in Richtung Mittenwalde umgeleitet, weshalb zu dieser Zeit der Güterbahnhof eine zentrale Position für Warenströme aus Richtung Südosten einnahm. Der Güteranschluss aus Richtung Mittenwalde wurde nach der Stilllegung des Güterverkehrs zum 1. Januar 2001 bei der Sanierung des Königs Wusterhausener Gleisbettes gekappt. Im Gegensatz dazu wurde die Strecke nach Frankfurt (Oder) im Jahr 2010 teilweise saniert.
Heute stellt der Güterbahnhof Königs Wusterhausen vor allem das Gleisfeld für die Zusammenstellung und Auflösung der Güterverkehre zum Binnenhafen Königs Wusterhausen dar. Es erreichen den Bahnhof bis zu sieben Ganzzüge pro Tag. Die Züge transportieren hauptsächlich Kohle aus Polen für das Kraftwerk Klingenberg in Berlin-Rummelsburg, welche im Hafen auf Binnenschiffe umgeladen wird. Jährlich wird die Zusammenstellung von rund 36.000 Waggons für den Hafen abgewickelt, die anschließend von der Hafenbahn übernommen und in das Hafengelände überführt werden.

## Zukunft

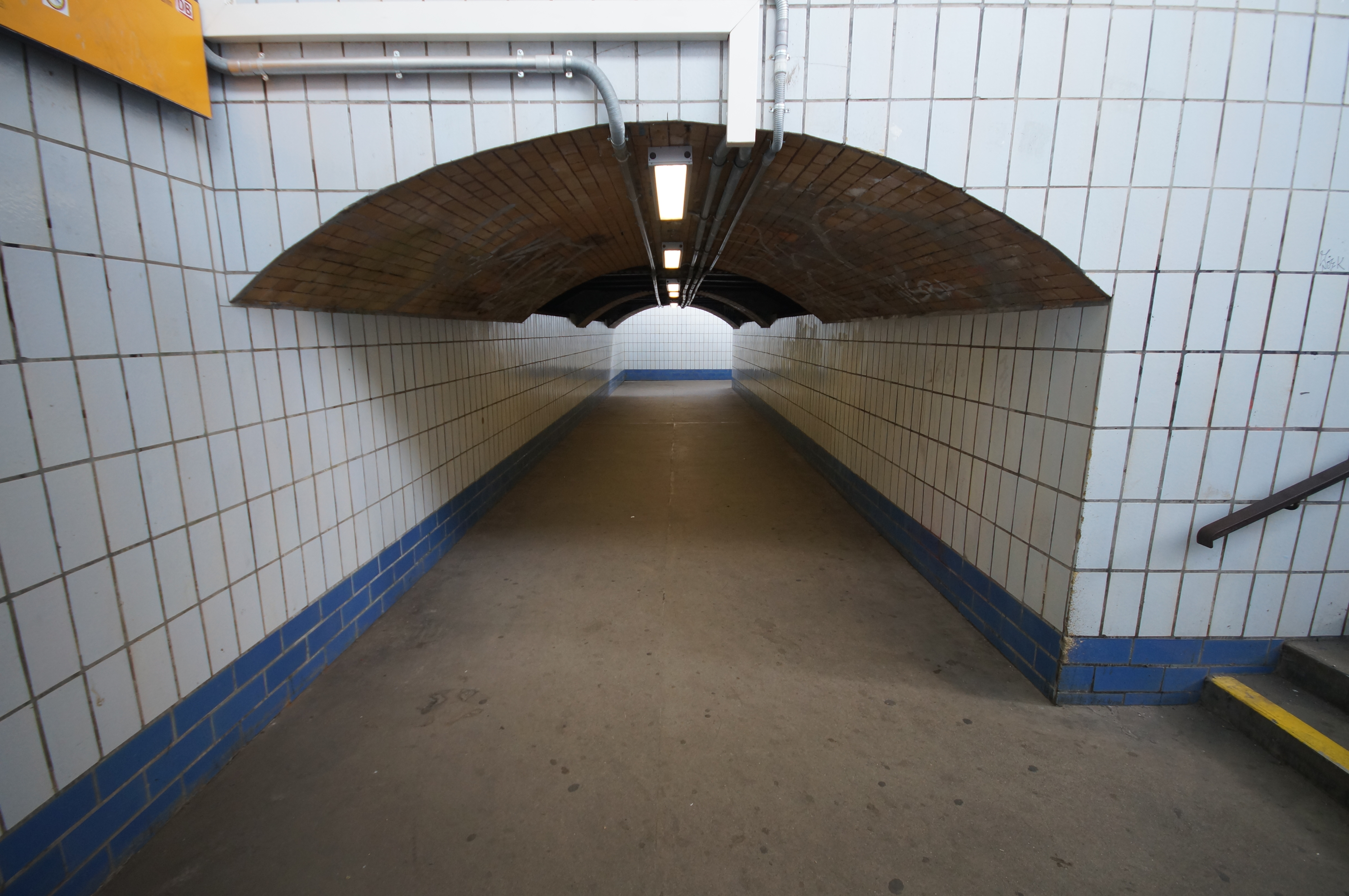
Personentunnel vor dem Umbau, 2012

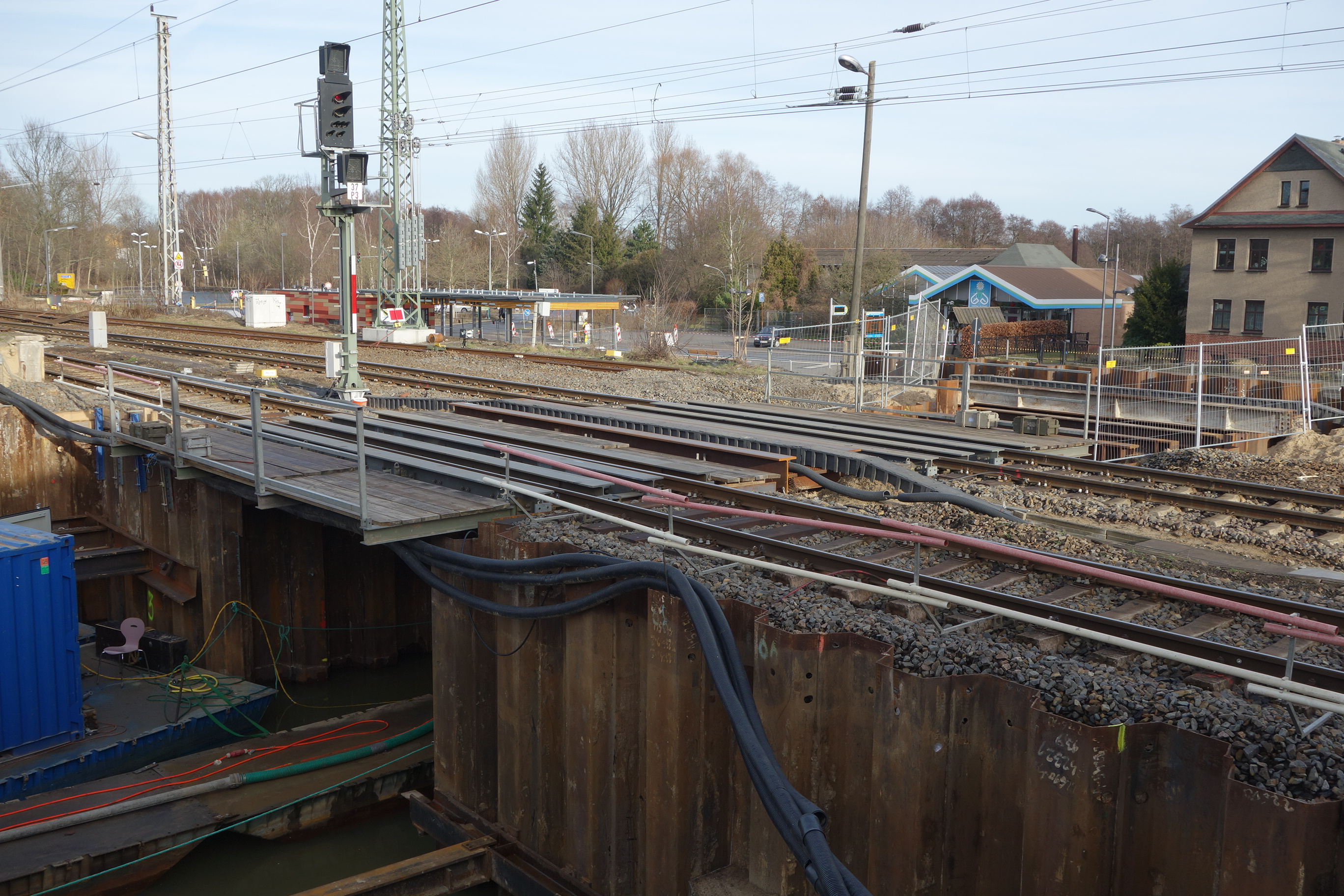
Januar 2014: Bauarbeiten zur Verlängerung des Fußgängertunnels und Neubau des östlichen Vorplatzes (im Hintergrund)

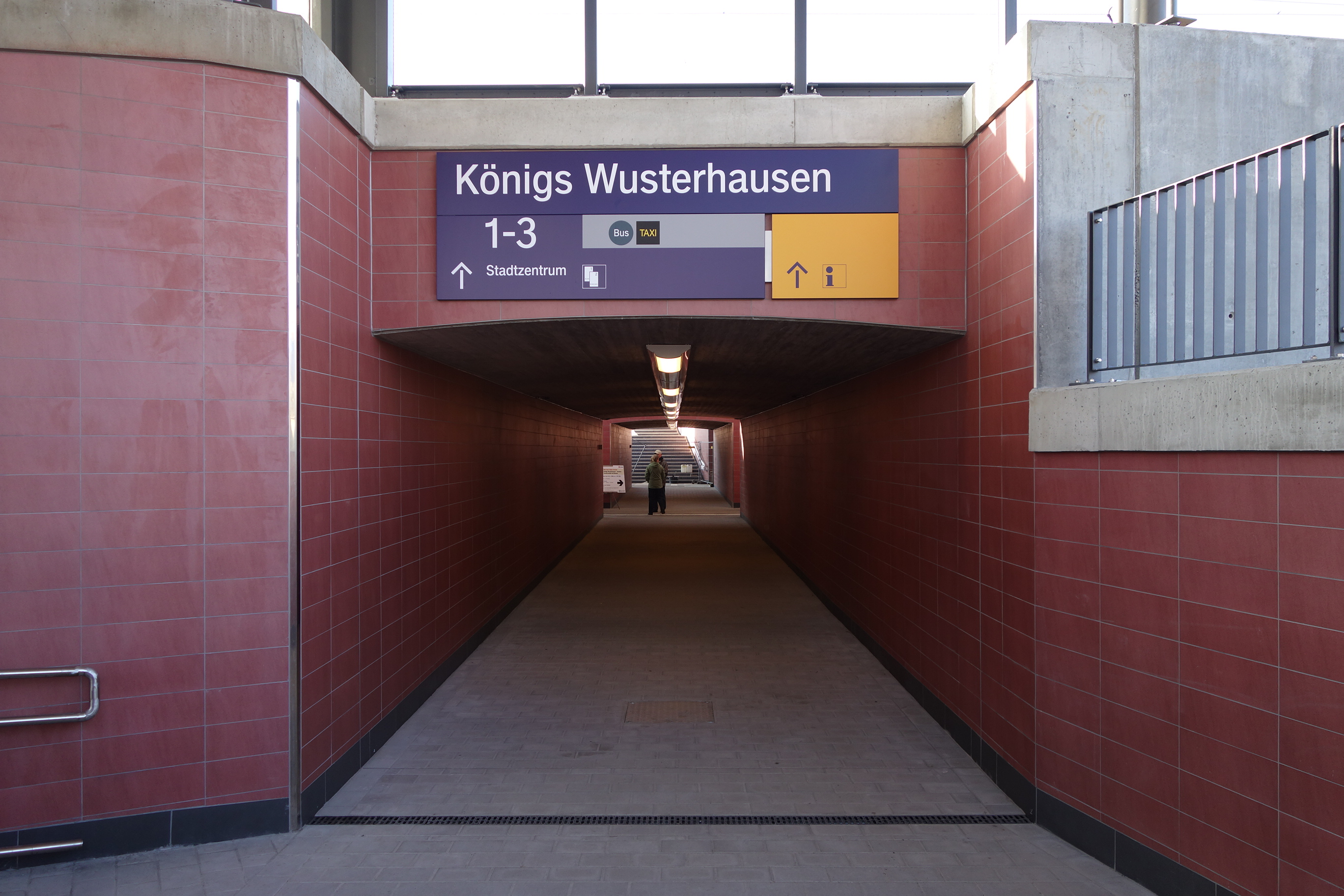
Neuer Ostzugang des Personentunnels, November 2014

Mit der Neugestaltung der Landesstraße durch den Tunnel sollte einerseits der straßenseitige Engpass (keine Passiermöglichkeit für LKW und Busse) behoben werden und andererseits die Trennung der Ostseite des Bahnhofs vom Rest der Stadt beseitigt werden. Letzteres sollte mittels Tunneldurchstich der Fußgängerunterführung zur Ostseite des Bahnhofs erfolgen. Planungen von 2007 sahen einen Bedarf von 1000 weiteren PKW-Stellplätzen, der durch ein bewirtschaftetes Parkhaus gedeckt werden soll.
Eine Planungswerkstatt der Stadt hat eine Szenarioanalyse durchgeführt und eine Vorzugsvariante erarbeitet. Daraus wurden folgende Maßnahmen abgeleitet und einen dazugehörigen Zeitplan erarbeitet. Diese Analyse wurde dem Stadtrat vorgelegt und muss in einer Machbarkeitsstudie noch bestätigt werden:
| Zeitraum | Maßnahmen                                                           | Bauherr                    |
| -------- | ------------------------------------------------------------------- | -------------------------- |
| 2012     | Neubau Parkhaus (Nord) (P+R)                                        | Stadt                      |
| 2012     | Grunderwerb und Rückbau Schuppen u. Ä. Ostseite                     | Stadt                      |
| 2012     | Ausbau Buswendeschleife Nordost                                     | Stadt                      |
| 2013     | grundhafter Ausbau Storkower Straße                                 | Landesbetrieb Straßenwesen |
| 2013     | Sanierung und Durchstich Personenunterführung                       | Deutsche Bahn              |
| 2013     | Neubau Zugang Personenunterführung Westseite (vsl. Treppe + Aufzug) | Deutsche Bahn              |
| 2013     | Neubau Zugang Personenunterführung Ostseite (vsl. Treppe + Rampe)   | Deutsche Bahn              |
| 2013     | Neubau B+R-Anlage Ostseite (überdacht)                              | Stadt                      |
| 2013     | Neubau Bushaltestelle am Zugang Personenunterführung Ostseite       | Stadt                      |
| 2014     | Neubau B+R-Anlage Westseite (Fahrradparkhaus)                       | Stadt                      |
| 2014/15  | Umbau Straßenunterführung Storkower Straße                          | DB AG                      |
| 2015     | Optionale Erweiterung P+R-Anlage Ost/Storkower Straße               | Stadt                      |

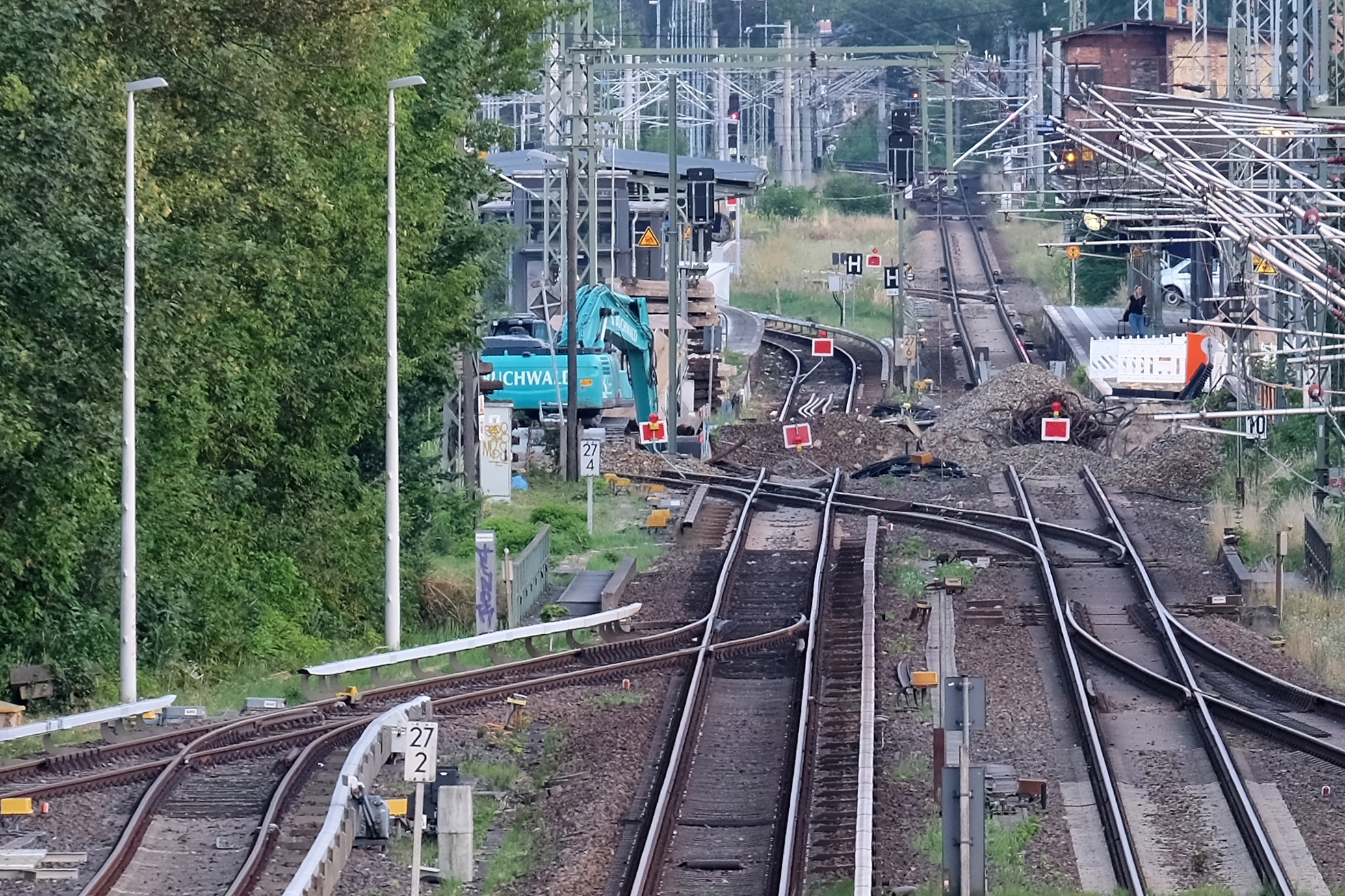
Juli 2022: Gleise des Bahnhofs. Kurzfristige (vom 8. Juli bis 28. August) Sperrung der Eisenbahnüberführung „Storkower Straße“. Im Vordergrund die Eisenbahnbrücke „Nottekanal“, die später erweitert wird.

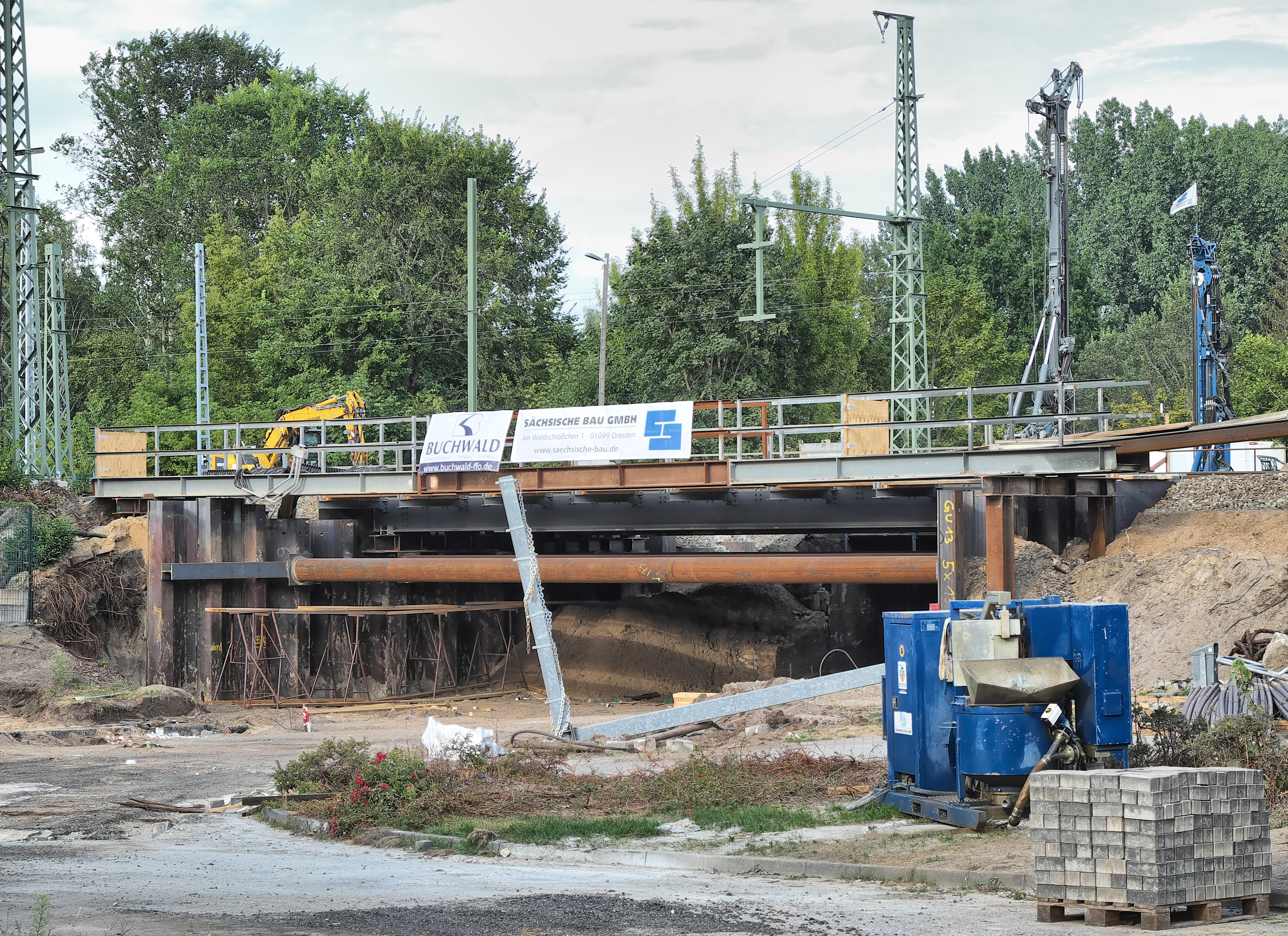
August 2022: Sperrung der Eisenbahnunterführung „Storkower Straße“. Blick vom Kreisverkehr.

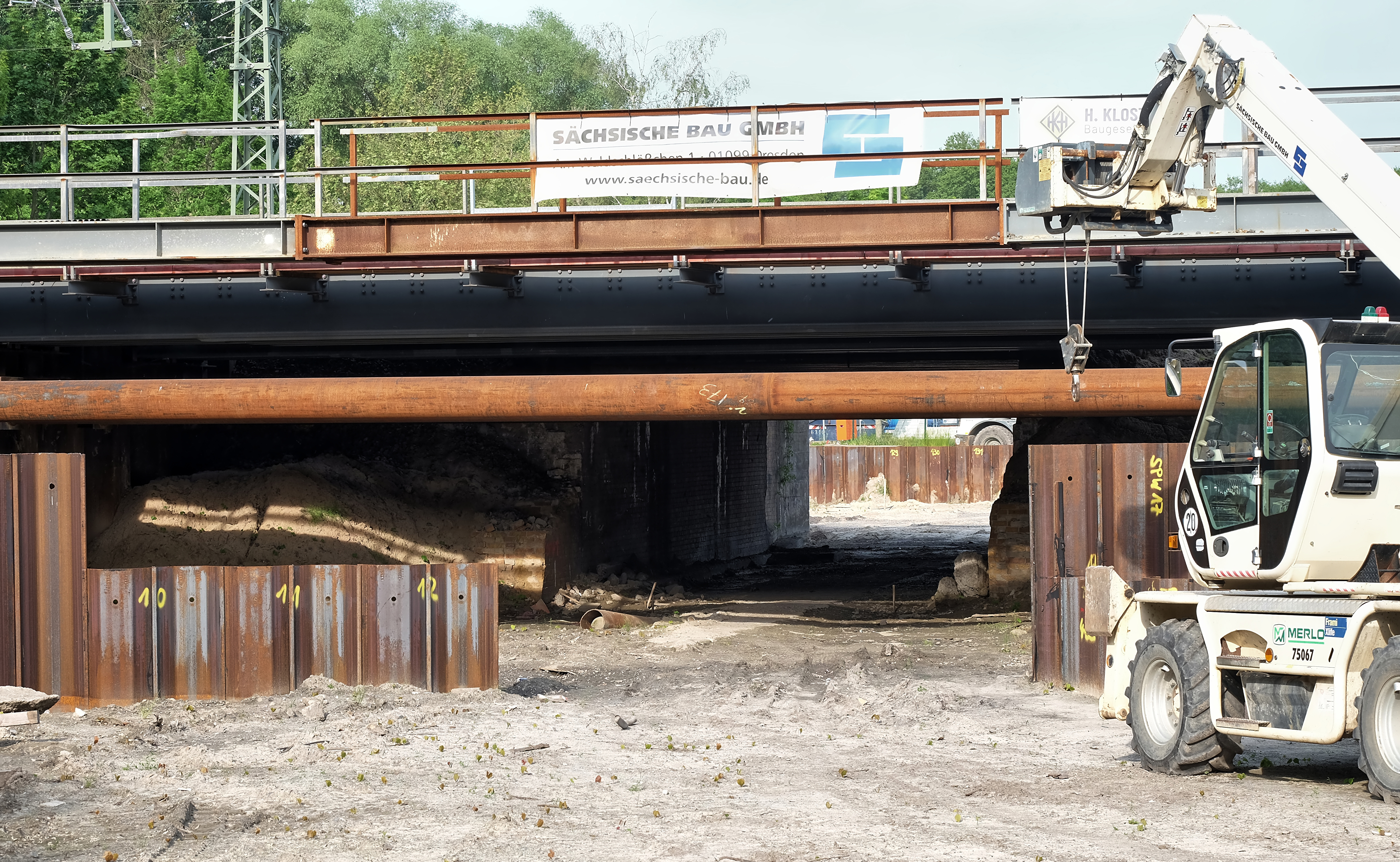
Mai 2023: Der alte Tunnel war niedrig und eng. Blick vom Kreisverkehr.

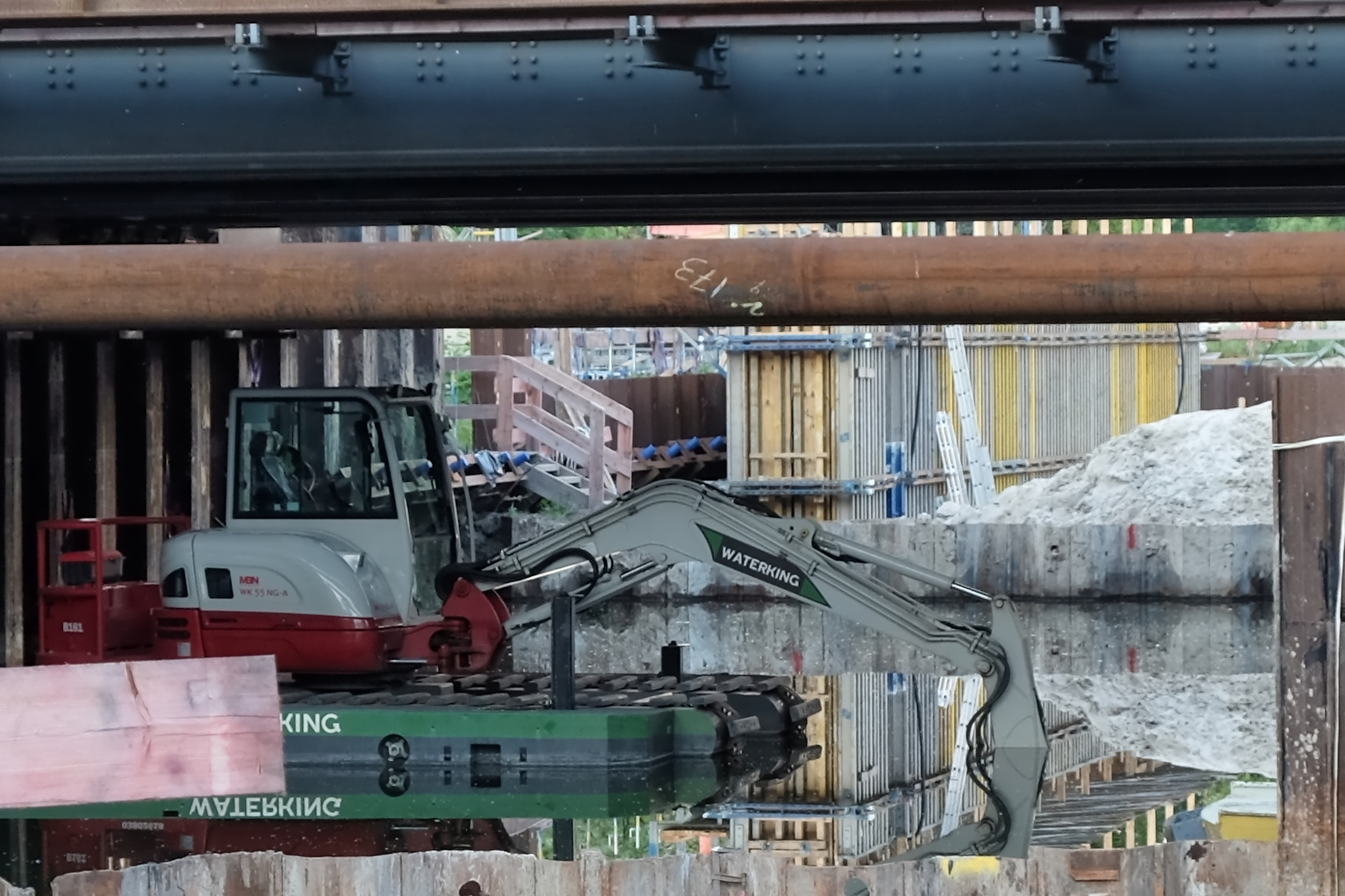
Mai 2024: Spiegelungen im Grundwasser. Absenkungsarbeiten. Blick vom Kreisverkehr.

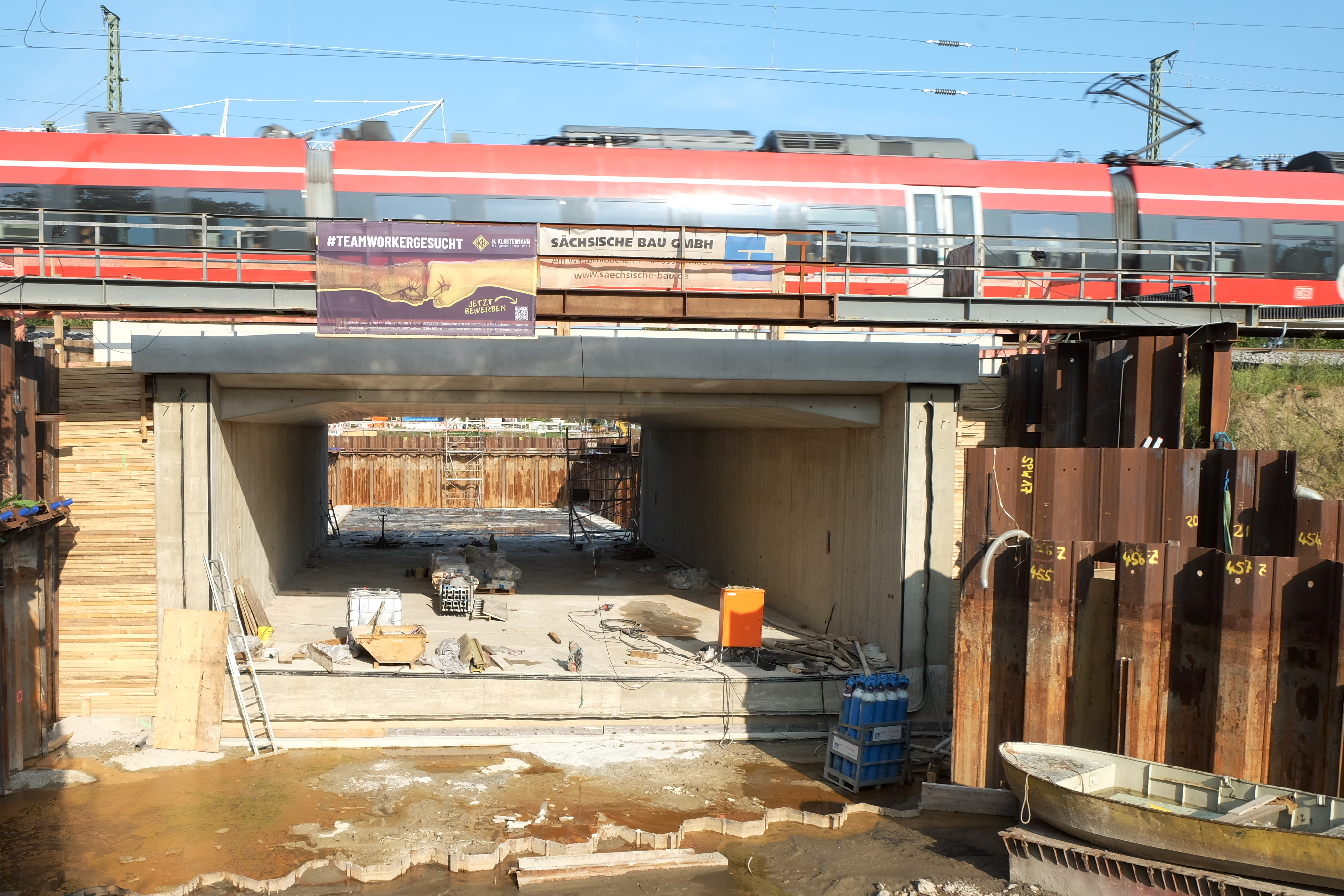
August 2024: Das neue große Rahmenbauwerk. Blick vom Kreisverkehr.

Am östlichen Bahnhofsvorplatz sollten mit im Jahr 2012 bewilligten Fördermitteln vier Bushaltestellen mit überdachtem Warte- und Infobereich, eine dynamische Fahrgastinformation und eine öffentliche Toilette gebaut werden. Weiterhin sollten 168 überdachte Fahrradabstellplätze sowie 88 Pkw-Stellplätze an der Storkower Straße entstehen. Für die weitere Neugestaltung im Bahnhofsumfeld stellte die Europäische Union rund 2,5 Millionen Euro zur Verfügung. Mit diesen Mitteln wurde auf der Ostseite des Bahnhofs der Zugang einschließlich Treppe und Rampe neu gebaut. Die Treppenanlage zum angrenzenden Parkplatz und der Bahnhofsvorplatz wurden neu gestaltet. Auf der Westseite des Bahnhofs wurde der Zugang zu den Bahnsteigen überdacht. Mit Mitteln der Deutschen Bahn und der Stadt erfolgte die Erneuerung und der barrierefreie Ausbau des Bahnsteigtunnels sowie der Durchstich des Tunnels bis zur Ostseite des Bahnhofs.
Im Sommer 2013 begannen die Arbeiten zur Errichtung des neuen Fußgängertunnels. Hierzu wurde am südlichen Bahnsteigende eine provisorische Fußgängerbrücke errichtet, anschließend konnte der Ausgang vom Mittelbahnsteig zur Straßenunterführung geschlossen sowie der alte Fußgängertunnel abgebrochen werden. Der neue Fußgängertunnel reicht bis zur Storkower Straße und verfügt über Aufzüge zu den Bahnsteigen. Im Zuge dieser umfangreichen Baumaßnahmen im Bahnhofsumfeld erfolgte jedoch keine Umgestaltung der Gleisanlagen zur Verbesserung der betrieblichen Situation im Bahnhof.
Laut Landesnahverkehrsplan 2018 des Ministeriums für Infrastruktur und Landesplanung Brandenburg sind ein Kehrgleis und der vollständig zweigleisige Ausbau der Görlitzer Bahn im Bereich des Bahnhofs geplant. Im April 2020 wurde der Planfeststellungsbeschluss für den Wiederaufbau des um 2008 aufgegebenen Kehrgleises erlassen, dieses ging im Mai 2022 in Betrieb.
Ab 2022 soll die Eisenbahnüberführung über die Storkower Straße erneuert und hierbei aufgeweitet sowie die Durchfahrtshöhe vergrößert werden. Der parallel liegende Fußgängertunnel wird in diesem Zuge zurückgebaut. Die Baukosten werden auf mindestens 20 Millionen Euro veranschlagt. Durch das Erweitern der Eisenbahnbrücke „Nottekanal“ sowie den Bau eines zusätzlichen Gleises wird die gleichzeitige Einfahrt von Zügen aus Richtung Berlin auf Gleis 1 und die Ausfahrt der Züge von Gleis 3 in Richtung Berlin ermöglicht.
Im zweiten Quartal 2013 gab der VBB bekannt, dass angesichts der Verzögerungen bei der Eröffnung des neuen Flughafens BER und dessen schienenseitiger Verkehrsanbindung zum Jahresfahrplan 2014 zunächst eine Durchbindung der als Teil der Linie RB 14 verkehrenden Zugläufe Senftenberg – Königs Wusterhausen – Schönefeld Flughafen über Berlin Südkreuz nach Berlin Hauptbahnhof (tief) angestrebt ist. Seit dem Fahrplanwechsel im Dezember 2013 ist dies mit der neuen Linie RB 19 Senftenberg – Königs Wusterhausen – Flughafen Schönefeld – Berlin-Gesundbrunnen umgesetzt. Seit dem Fahrplanwechsel am 12. Dezember 2015 übernimmt die Linie RB 24 den Verkehr nach Senftenberg über Berlin-Ostkreuz.
Die Linie RB 22 wurde von Schönefeld nach Königs Wusterhausen verlängert, nachdem diese Mitte der 1990er Jahre wegen zu geringer Nachfrage eingestellt worden war.